# Franekeradeel

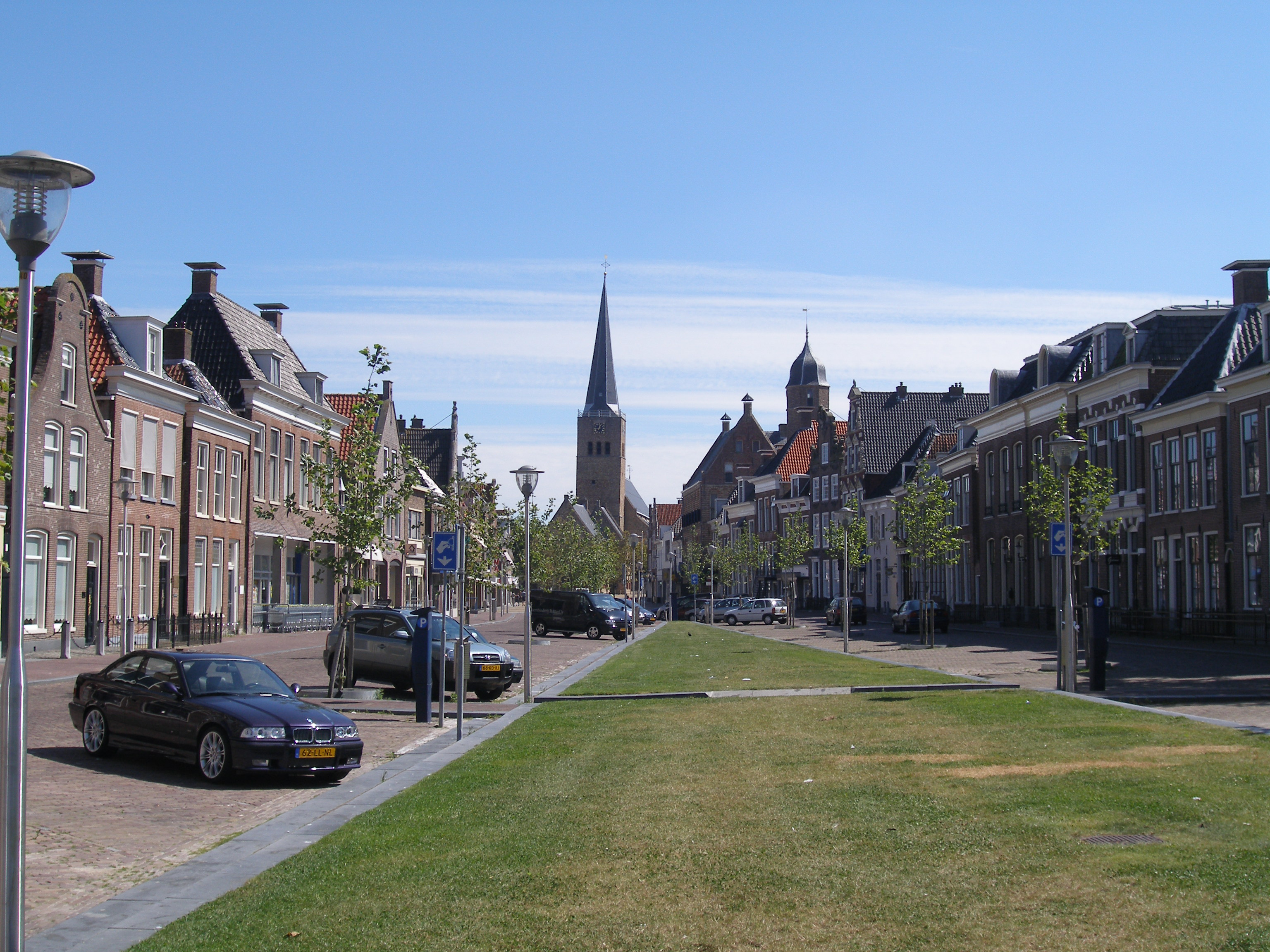
Franeker Voorstraat.

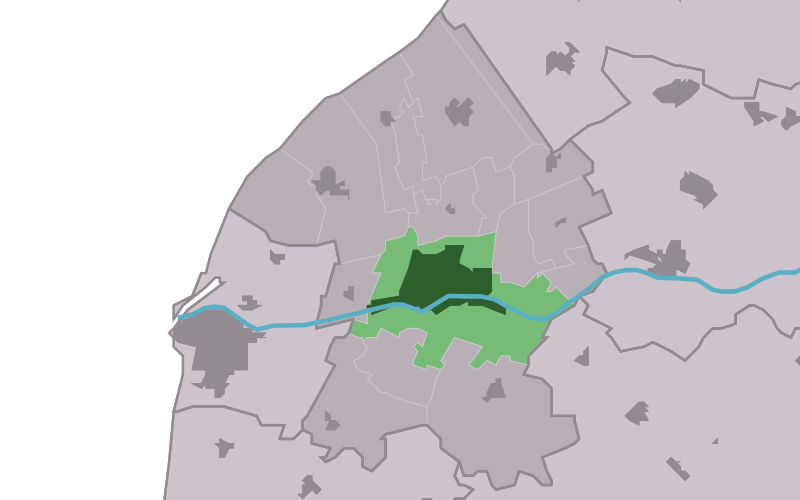
Karta över kommunen

Franekeradeel (frisiska: Frjentsjerteradiel) är en historisk kommun i provinsen Friesland i Nederländerna. Kommunens har en befolkning på 20 581 invånare (1 januari 2007) och en yta på 109,16 km² (varav 6,44 km² är vatten). Huvudort är Franeker.